# Niittysaari (ö i Norra Savolax, Kuopio, lat 63,11, long 27,70)
Niittysaari är en ö i Finland. Den ligger i sjön Sulkavanjärvi och i kommunen Siilinjärvi i den ekonomiska regionen  Kuopio ekonomiska region  och landskapet Norra Savolax, i den centrala delen av landet, 400 km norr om huvudstaden Helsingfors. Öns area är 11,7 hektar och dess största längd är 0,6 kilometer i nord-sydlig riktning.